# Yvonne Chouteau
Marie Yvonne Chouteau (Fort Worth, 7 marzo 1929 – Oklahoma City, 24 gennaio 2016) è stata una ballerina statunitense. Insieme a Moscelyne Larkin, Rosella Hightower e le sorelle Maria e Marjorie Tallchief, Chouteau viene ricordata come una delle "Five Moons", le cinque ballerine classiche native americane dell'Oklahoma che godettero di successo sulle scene internazionali.

## Biografia
Yvonne Chouteau nacque a Fort Worth nel 1929 in una famiglia di origini Shawnee. Si interessò al balletto in giovanissima età dopo aver visto danzare Alexandra Danilova ad Oklahoma City e studiò danza alla School of American Ballet di New York. Danilova la raccomandò a Serge Denham, che scritturò la quattordicenne Chouteau per il Ballet Russe de Monte Carlo; fu la più giovane ballerina ad unirsi ai ranghi della compagnia. Durante la sua lunga carriera lavorò con alcuni dei maggiori coreografi del XX secolo, tra cui George Balanchine, Leonide Massine, Antony Tudor, Agnes de Mille e Bronislava Fominična Nižinskaja.
Dopo un breve matrimonio, poi annullato, con Claude Monteux, nel 1956 si sposò in seconde nozze con il ballerino Migue Terekhov. Dopo aver avuto un figlio si ritirò dalle scene e, insieme al marito, svolse un ruolo fondamentale nella fondazione dell'Oklahoma City Ballet. Nel 1962 i due fondarono all'Università dell'Oklahoma il primo dipartimento universitario di danza.
Morì a Oklahoma City nel 2016 all'età di 86 anni.